# Сара Томмазі
Сара Томмазі (італ. Sara Tommasi, нар. 9 червня 1981, Нарні, Умбрія, Італія) — італійська акторка, модель і телеведуча.

## Біографія
Сара Томмазі закінчила університет Бокконі в Мілані зі ступенем економіста, після чого отримала диплом диктора телебачення і закінчила акторську студію у Нью-Йорку. 
Кар'єру розпочала на телебаченні — була ді-джейкою на All Music, в 2002 році вела «Paolo Limiti Show» на каналі Rai Uno, в 2004 році — програму «Con tutto il cuore». У 2006 році взяла участь у четвертому сезоні реаліті-шоу «L'isola dei famosi», а також знялася в еротичній фотосесії для журналу «Max». 
У кіно дебютувала в 2008 році в кінокомедії «Італійський пиріг». У лютому 2011 року Сара Томмазі дала інтерв'ю італійському журналу «Diva e donna», в якому прокоментувала свою участь у «справі Рубі», секс-скандалі тодішнього прем'єр-міністра Італії Сільвіо Берлусконі, в якому стверджувала, що є жертвою переслідування, що в її організм був імплантований мікрочип, а вона перебувала під дією наркотиків, а в інтерв'ю газеті «Corriere della Sera» сказала, що не надає ескорт-послуги та є жертвою переслідувань і шантажу. 
Зустрічалася з футболістами Маріо Балотеллі і Роналдінью. Брала участь у секс-вечірках італійського прем'єр-міністра Сільвіо Берлусконі.

## Фільмографія
- Ultimi della classe (2008)
- Tutto l'amore del mondo (2010)
- Alta infedeltà (2010)
- Una cella in due (2011)

## Джерело
- Сторінка в інтернеті [Архівовано 9 березня 2016 у Wayback Machine.]